# Ernest Breiter
Ernest Breiter (22. října 1865 Davydiv – listopad 1935 Vídeň) byl rakouský politik z Haliče, na počátku 20. století poslanec Říšské rady.

## Biografie
Působil jako novinář a politik. V roce 1895 založil ve Lvově list Monitor.
Působil i jako poslanec Říšské rady (celostátního parlamentu Předlitavska), kam usedl ve volbách do Říšské rady roku 1901 za kurii všeobecnou v Haliči, obvod město Lvov. Uspěl i ve volbách do Říšské rady roku 1907, konaných poprvé podle všeobecného a rovného volebního práva. Zvolen byl za obvod Halič 02. Mandát zde obhájil ve volbách do Říšské rady roku 1911.
Ve volbách roku 1901 se uváděl coby nezávislý socialista. Po volbách byl nezařazeným poslancem (zmiňován coby polský radikál). Po volbách roku 1907 i 1911 byl rovněž nezařazeným poslancem. Působil ale podle jiného zdroje jako hospitant Rusínského klubu.
V roce 1915 pomáhal uprchlíkům z Haliče. Roku 1915 byl zajat ruskými vojsky a odvlečen do Kyjeva, později do ruského vnitrozemí. Roku 1917 mu bylo umožněno se vrátit do Rakouska-Uherska. V roce 1918 vstoupil do Ukrajinské národní rady a podílel se na vládě Západoukrajinské republiky. Jako jediný polský politik podpořil ukrajinskou nezávislost. Po dobytí Západoukrajinské republiky se přesunul do Vídně, kde byl členem ukrajinské exilové vlády Jevhena Petruševyče. Po jejím rozpuštění žil v Rakousku. Zabýval se obchodem. Zemřel v chudobě.